# An Phú Thuận
An Phú Thuận là một xã cũ thuộc huyện Châu Thành, tỉnh Đồng Tháp, Việt Nam.
Xã An Phú Thuận có diện tích 20,25 km², dân số năm 1999 là 11.492 người, mật độ dân số đạt 568 người/km².